# Magyar gyerekcsatornák listája
Ez a lap Magyarország gyerekcsatornáit sorolja fel. 

## Jelenlegi csatornák
| név             | logó         | tulajdonos                                  | megjegyzés |
| --------------- | ------------ | ------------------------------------------- | --- |
| Boomerang       |              | Turner Broadcasting System                  | A Cartoon Network társcsatornája. 2023. március 18-án a csatornát Cartoonito váltja. |
| Cartoon Network |              | Turner Broadcasting System                  | Az első gyerektévé Magyarországon, 2002. szeptember 30-án indult. |
| Disney Channel  |              | The Walt Disney Company                     | Eredetileg Fox Kids néven indult, majd 2005 újév napján Jetixre nevezték át. 2009. szeptember 19-én kapta meg jelenlegi nevét. A magyar piacon gyakran Disney Csatornaként emlegetik.       |
| Duck TV         |              | Mega Max Media s.r.o.                       | Emberi hang soha nem hallható a legkisebbeknek szánt csatornán, de a csatornán belül magyar feliratokat, sőt még reklámokat sem lehet benne találni. Eddig csak két szolgáltatónál fogható. |
| JimJam          | korábbi logó | AMC Networks International – Central Europe | Néhány szolgáltatónál a megszűnt Megamax helyén sugároz. 2020 újév napján kivált az európai adásból.                                                                                        |
| M2              |              | Duna Médiaszolgáltató                       | 2012-ig közszolgálati adó volt. 1971-ben indult. A Minimax 24 órás válása óta ez az egyetlen nem 24 órás csatorna Magyarországon.                                                           |
| Minimax         |              | AMC Networks International – Central Europe | 1999. december 6-án indult és sok csatornával kellett megosztania műsoridejét egészen 2017 szilveszteréig.                                                                                  |
| Nickelodeon     |              | Paramount Global                            | Eredetileg a Msat programblokkja volt, majd 1999. október 6-án önálló csatornává vált a Msat megszűnése után. Gyerekműsorok mellett ifjúsági műsorok is láthatóak.                          |
| Nick Jr.        |              | Paramount Global                            | A Nickelodeon óvodásoknak szánt társcsatornája. 2012-ben indult, és műsorblokként is elérhető a Nickelodeonon, ami 2000-ben indult.                                                         |
| Nicktoons       |              | Paramount Global                            | A Nickelodeon második társcsatornája. 2019. április 2-án indult. A csatornát csak Toons-ként emlegetik benne.                                                                               |
| TeenNick        |              | Paramount Global                            | 2021. január 12-én indult az RTL Spike helyén. |
| TV2 Kids        |              | TV2 Média Csoport Zrt.                      | A TV2 csoport gyerekcsatornája amely 2016-tól 2020-ig Kiwi TV néven volt fogható. |

## Megszűnt vagy átnevezett csatornák
| Név           | logó | tulajdonos                                  | megjegyzés |
| ------------- | ---- | ------------------------------------------- | --- |
| A+            |      | AMC Networks International – Central Europe | Animéket sugárzó csatorna volt, ami Anime+-ként is szerepelt. 2007. július 2-án megszűnt, és az Animax váltotta fel. |
| Animax        |      | Sony Pictures Entertainment                 | A Minimaxszal egy sávon működött, hasonlóan elődjéhez, az Anime+-hoz. 2014. március 31-én megszűnt. |
| Bebe TV       |      |                                             | A Duck TV elődje. Nevét leszámítva ugyanúgy működött mint a jelenlegi Duck TV. |
| Disney Junior |      | The Walt Disney Company                     | A Disney Channel társcsatornája volt. 2017 december 5-én megszűnt a Magyarországi sugárzása mert elérhetősége nagyon csekély volt. Azonban román hangsávval továbbra is elérhető a DIGI-n.                                    |
| Fox Kids      |      | Fox Broadcasting Company                    | A Disney Channel védjegye. 1990. szeptember 8-tól, 2002. szeptember 7-ig működött. |
| Jetix         |      | The Walt Disney Company                     | A Fox Kids utódja, a Disney Channel elődje. 2009. szeptember 19-én nevezték át Disney Channelre, hogy a Disney-sorozatokat népszerűsítjék.                                                                                    |
| KidsCo        |      | NBC Universal                               | 2013. december 31-én szűnt meg Magyarországon mivel csak kevés szolgáltató rakta be a kínálatába. Később világszerte megszűnt, mivel túl sok műsort sugárzott, ami ahhoz vezetett. hogy a KidsCo nem tudta tartani az iramot. |
| Kiwi TV       |      | TV2 Média Csoport Zrt.                      | 2016-ban indult. 2020. augusztus 17-től TV2 Kids néven működik tovább. |
| Megamax       |      | AMC Networks International – Central Europe | A Minimaxot kinőtt gyerekeknek szánt animációs műsorokat sugárzó csatorna. 2020 újév napján szűnt meg. |